# Saint-Parthem
Saint-Parthem è un comune francese di 410 abitanti situato nel dipartimento dell'Aveyron nella regione dell'Occitania.

## Società

### Evoluzione demografica
Abitanti censiti